# Дом торгового общества «Наследники Фроловы»
Дом торгового общества «Наследники Фроловы» — памятник градостроительства и архитектуры в историческом центре Нижнего Новгорода. Построен в 1885—1887 годах, по проекту городового архитектора В. М. Лемке.
В настоящее время здание является памятником архитектуры, выполненном в стиле академической эклектики. С другими домами составляет сплошную фасадную застройку старинной Большой Покровской улицы.

## История
История земельного участка под домом прослеживается с начала XIX века. В тот период времени здесь располагались две городские усадьбы. Левая усадьба принадлежала последовательно: в 1811 году — Петру Михайловичу Знобишину; в 1813—1826 годах — канцеляристовской вдове Авдотье Знобишиной; в 1841 году — коллежскому секретарю Николаю Павловичу Васильеву; в 1846 году — купеческой вдове Прасковье Феофановне Переплётчиковой; в 1874—1881 годах — нижегородской купчихе первой гильдии Таисии Александровне Фроловой и её сыну Семёну Ивановичу Фролову; в 1900 году — Торговому дому «Наследники Фроловы»; в 1915—1918 годах — Торговому дому «Братья Фроловы». На данной усадьбе в конце 1820-х годов был выстроен дом с мезонином по образцовому проекту в пять осей света по фасаду.
Правая усадьба последовательно принадлежала: в начале XIX века — канцеляристу Фёдору Садовскому; в 1826 году — Александру Алексеевичу Ряхину; в 1834 году — купеческой жене Марье Ряхиной; в конце 1830-х годов — купеческой вдове Прасковье Феофановне Переплётчиковой; в 1874—1881 годах — нижегородской первой гильдии купчихе Таисии Александровне Фроловой и её сыну Семёну Ивановичу Фролову; в 1900 году — Торговому дому «Наследники Фроловы»; в 1915—1918 годах — Торговому дому «Братья Фроловы». В конце 1830-х годов для П. Ф. Переплётчиковой на усадьбе был выстроен каменный двухэтажный дом по образцовому проекту.
Таким образом, во второй половине 1840-х годов два участка были объединены в одну усадьбу. В начале 1860-х годов архитектор И. К. Кострюков составил проект на строительство каменного трёхэтажного флигеля наследникам Переплётчиковым, однако он не был выстроен, так как владельцы продали свой участок нижегородской купчихе Таисии Александровне и её сыну Семёну Ивановичу Фроловым. По Оценочной ведомости недвижимого обывательского строения Нижнего Новгорода за 1874 год за Фроловыми значились: «каменный двухэтажный в 5 окон окон и деревянный одноэтажный с мезонином в 5 окон дома; каменный о дворе двухэтажный в 8 окон флигель; деревянные и каменные службы; земли по лицу улицы 17,5 сажени». С этого времени усадьба была связана с купеческой семьёй Фроловых — известных нижегородских производителей водки и виноторговцев. В Нижнем Новгороде Торговому дому «Братья Фроловы» принадлежали водочный завод у Ивановских ворот в собственном доме, винные погреба на Варварской улице в доме Ремлера, на Большой Печёрской и Алексеевской улицах в домах Ермолаева, собственных домах на Верхне-Живоносовской и Большой Покровской улицах. 
На месте старых зданий усадьбы Фроловы решили выстроить новый доходный дом. Для реализации замысла им пришлось выкупить в 1870 году у города земельный участок от старых домов до новой красной линии застройки улицы. В июле 1885 года нижегородские купцы первой гильдии Т. А. и С. И. Фроловы представили в городскую управу чертежи, выполненные архитектором В. М. Лемке на постройку каменного двухэтажного дома. Владимир Максимович Лемке — городовой архитектор Нижнего Новгорода с 1882 года. Автор проектов на постройку и перестройку домов Рукавишниковых на Нижне-Волжской набережной, комплекса Мариинского женского института, торгового корпуса Бугрова, дома на усадьбе А. Башкировой, доходного дома городского общества. 
Строительство доходного дома завершилось в 1887 году. После здесь, в 1887—1904 годах, размещалась городская общественная библиотека.   